# Messinghof (Bündheim)

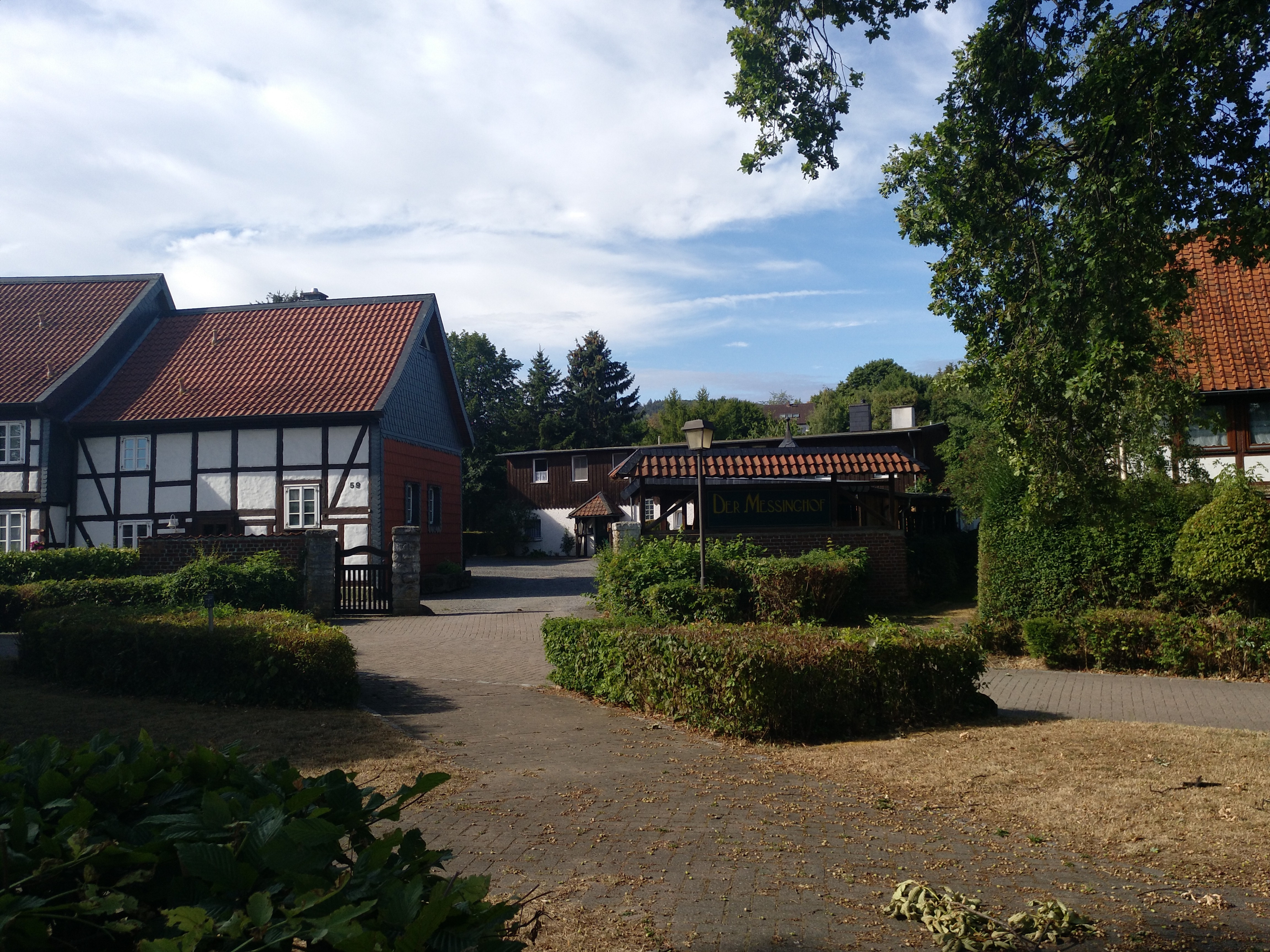
Eingangsbereich in den Hof

Der Messinghof ist ein ehemaliges, von 1562 bis 1626 in Betrieb befindliches Messingwerk im Bad Harzburger Ortsteil Bündheim im Landkreis Goslar, Niedersachsen.

## Aufbau
Um die Blasebalge und Wasserräder antreiben zu können, die dem Antrieb der Schmelzöfen und des Hammerwerks sowie der Drahtmühle dienten, wurde ein System aus fünf Stauteichen angelegt. Als Zeichen der Messinghütte wurde der Braunschweiger Löwe verwendet.

## Geschichte
Die Messinghütte wurde 1562 von Herzog Heinrich dem Jüngeren begründet und nach 64-jähriger Betriebszeit im Dreißigjährigen Krieg zerstört.

### Restaurierung
In den 1980er-Jahren bestanden Pläne, den Bereich um den Marktplatz zu einer Grünfläche mit Brunnen aufzuwerten. Der damalige Stadtpfleger Hans Schmidt brachte hierbei die Idee auf, den Brunnen unter das Motto „Messinghütte“ zu stellen, da er sich zuvor bereits intensiv mit der Unternehmensgeschichte beschäftigte. Mit der Ausführung beauftragt wurde die Goslarer Bildhauerin Ursula Bacmeister. Der Brunnen wurde am 19. Mai 1982 eingeweiht. Insgesamt beliefen sich die Kosten auf 56.000 DM für die Brunnenanlage und 136.000 DM für die restlichen Anlagen.
Die fünf Becken des Brunnens stehen hier symbolisch für die fünf Stauteiche und den Guss auf die Gießsteine, die durch den Messinggießer verdeutlicht werden.

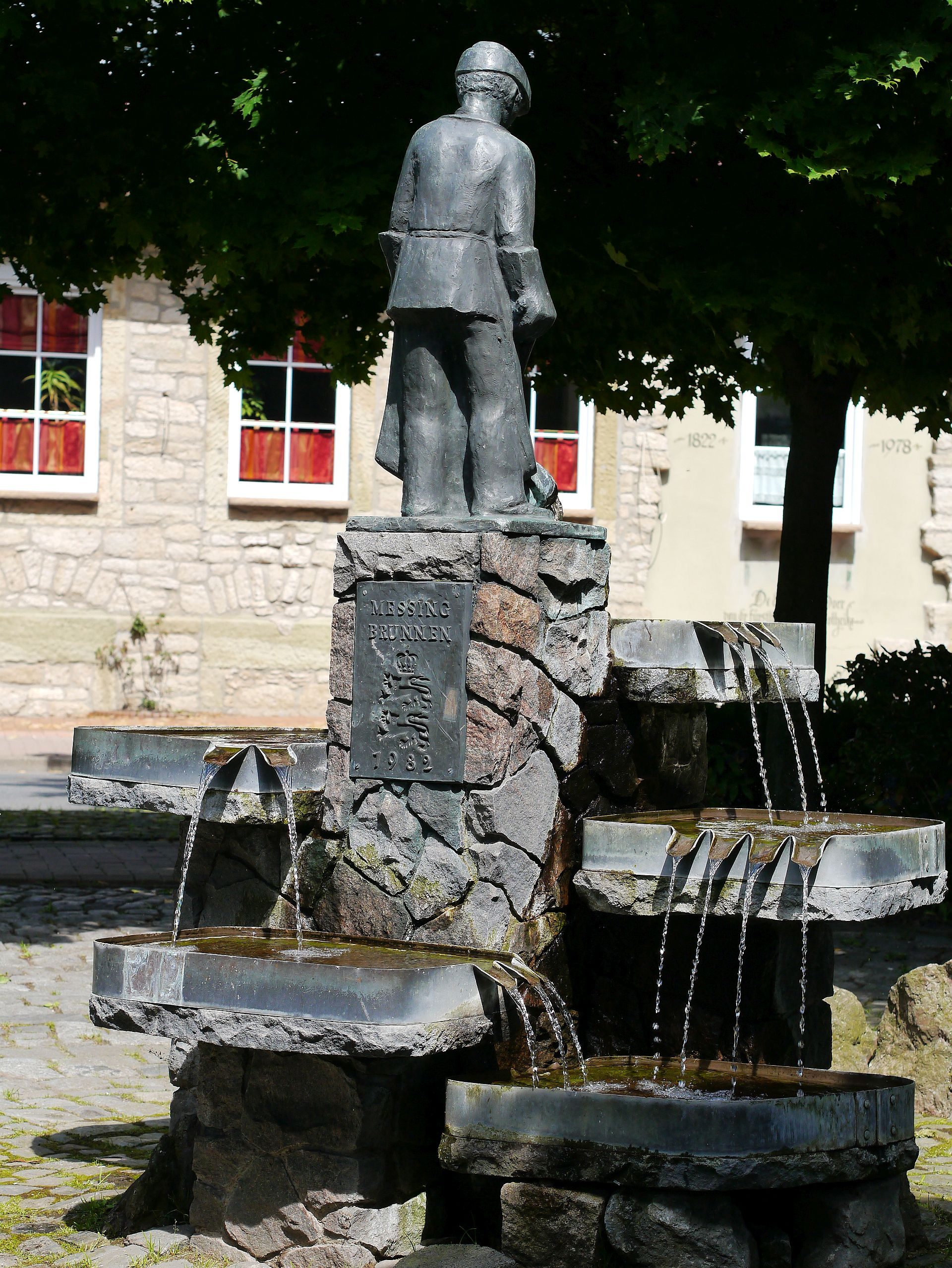
Brunnen mit Messinggießer
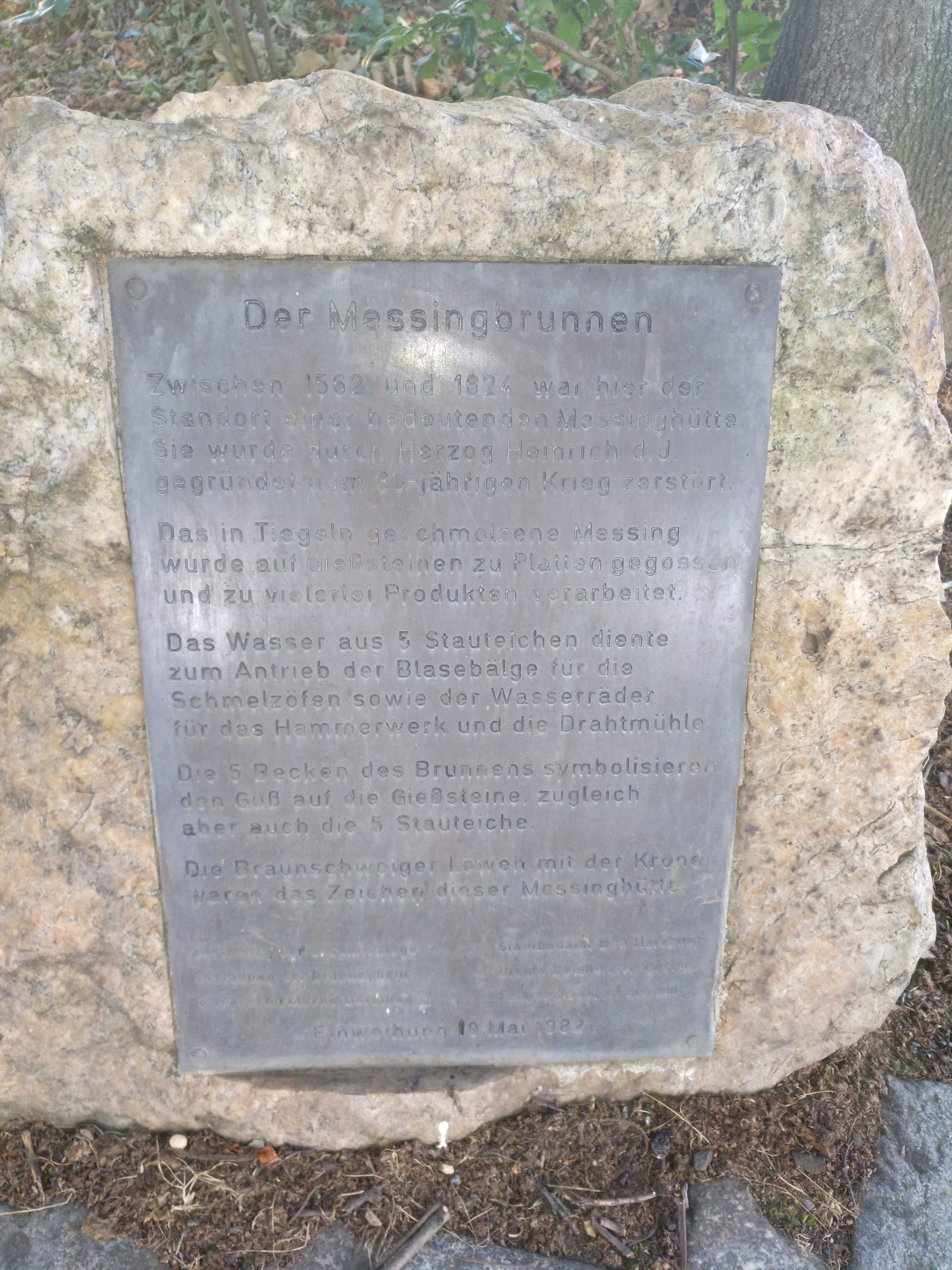
Gedenktafel